# Dinorfin B
Dinorfin B je forma dinorfina. On je endogeni opioidni peptid. Njegova sekvenca je: 
.
Dinorfin B putem aktivacije nukleusnih opioidnih receptora spregnutih sa proteinskom kinazom C inicira transkripciju kardiogenih gena u GTR1 embrionskim matičnim ćelijama.

## Spoljašnje veze
- Dynorphins на 